# Nicolaus hamatus
Nicolaus hamatus är en insektsart som beskrevs av Stiller 1998. Nicolaus hamatus ingår i släktet Nicolaus och familjen dvärgstritar. Inga underarter finns listade i Catalogue of Life.